# Sedirea subparishii
Sedirea subparishii är en orkidéart som först beskrevs av Zhan Huo Tsi, och fick sitt nu gällande namn av Eric Alston Christenson. Sedirea subparishii ingår i släktet Sedirea och familjen orkidéer. Inga underarter finns listade i Catalogue of Life.